# Камарт
Камарт (араб. قمرت‎) — курортне місто в Тунісі. Входить до складу вілаєту Туніс. Станом на 2004 рік тут проживало 9 531 особа.